# Walter Amtrup

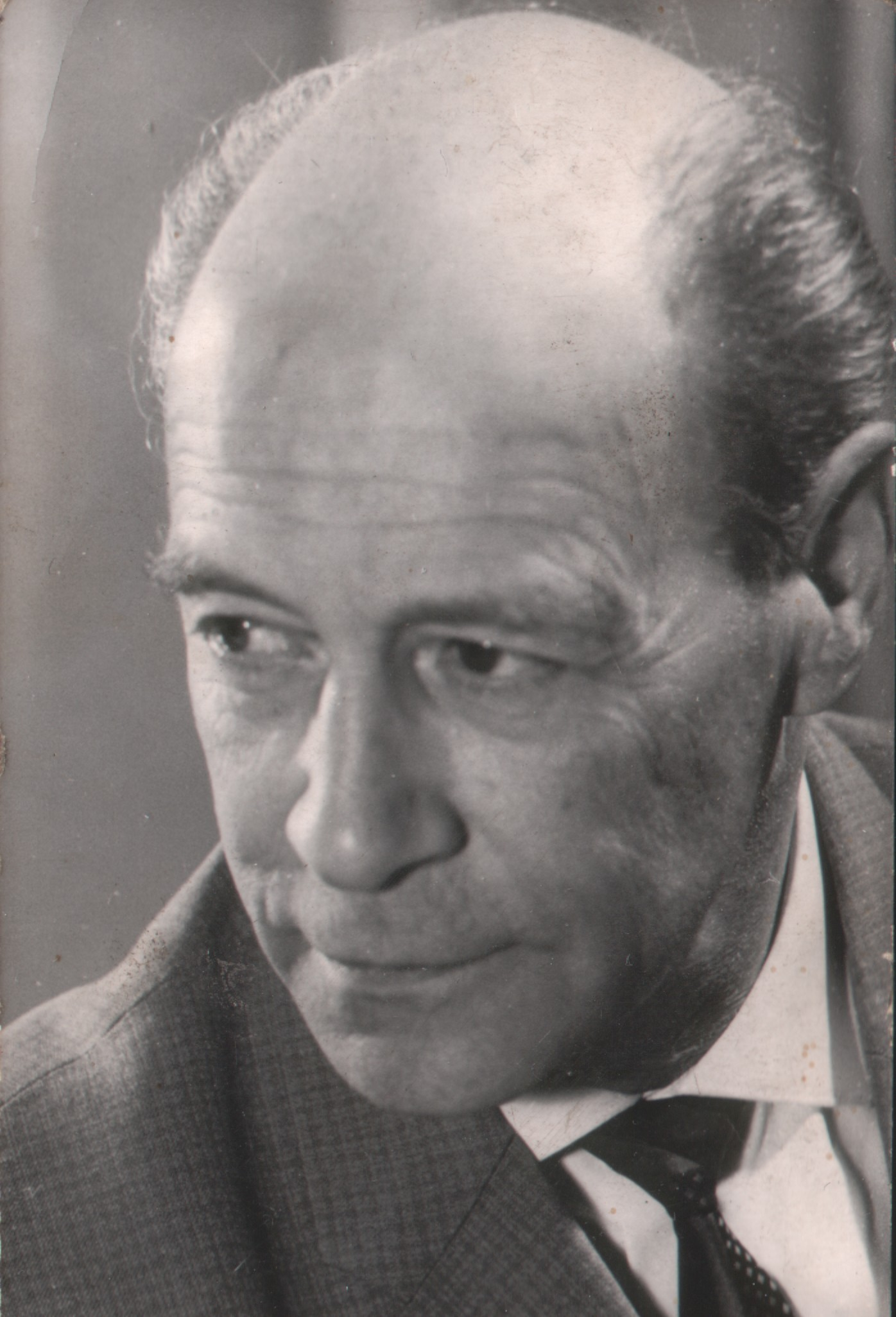
Walter Amtrup (ca 1970)

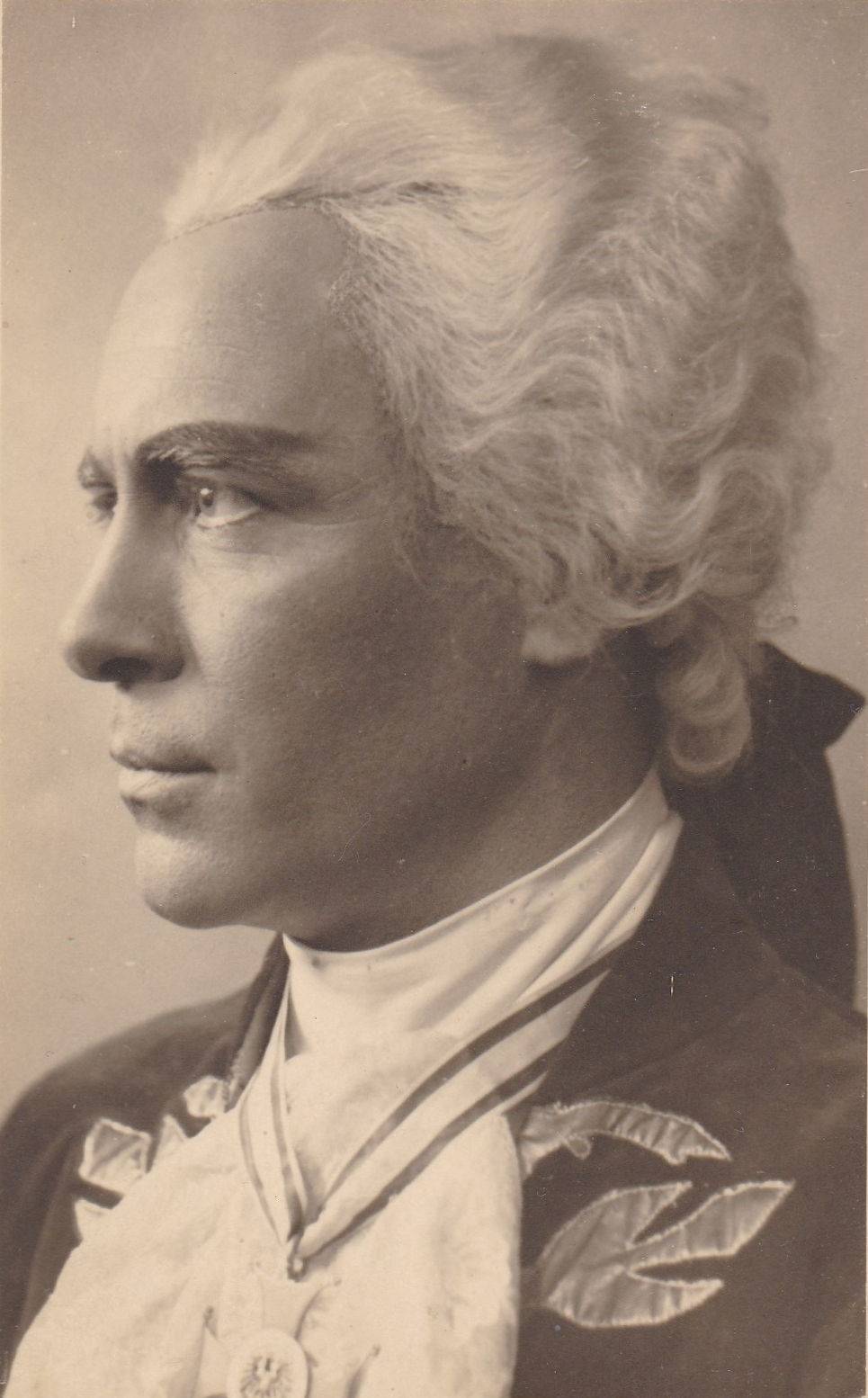
Walter Amtrup som Tellheim i „Minna von Barnhelm“ (1930-talet)

Walter Otto Hugo Karl Amtrup, född 15 mars 1904 i Hamburg, död 7 augusti 1974 i Erfurt, var en tysk skådespelare, dubbningsskådespelare, operasångare (bas) och dramapedagog.

## Teater
Meininger Theater (urval)
- Das Feuerwerk (Albert Oberholzer)
- Der Besuch der alten Dame (butler)
- Herodes und Mariamne (Sameas, fariséer)
- Unterwegs (tågkonduktör)
- Die Räuber (Daniel, hustjänare)
- Maria Stuart (Melvil, hovmästare)
- Caesar und Cleopatra (3. tjänsteman / maior domus)
- Amphitryon (Argatiphontidas)

## Filmografi (urval)
skådespelare
- 1957: Polonia-Express[2]
- 1959: Der Spekulant (Television)
- 1960: Die Hunde bellen nicht mehr (Television)[3]

dubbning
- 1958: Kassendiebe – som Bocek (tjeckoslovakisk film)[4]
- 1958: Testpiloten – som Anufrijew (Mosfilm)[5]
- 1959: Die Erfindung des Verderbens – som greve Artigas (tjeckoslovakisk film)[6]
- 1959: Die letzte Chance (italiensk film)[7]
- 1960: Tierfänger – som djurfångare – inte nämns vid namn (sovjetisk film)[8]
- 1961: Das schwarze Gesicht – inte nämns vid namn (ungersk film)[9]